# وحدة كان الحضرية
وحدة كان الحضرية، هي وحدة حضرية فرنسية مركزها مدينة كان، وهي عاصمة إقليم كالفادوس. تُصنّف ضمن كبرى التجمعات الحضرية في فرنسا، أي يتجاوز عدد سكانها 100,000 نسمة.